# Minanga bimaculata
Minanga bimaculata är en stekelart som beskrevs av Cameron 1911. Minanga bimaculata ingår i släktet Minanga och familjen bracksteklar. Inga underarter finns listade i Catalogue of Life.